# Friendswood
Friendswood város az USA Texas államában, Galveston megyében. Lakosainak száma 41 213 fő (2020. április 1.).

## Népesség
A település népességének változása:

| 2010 | 35 805 |
| 2020 | 41 213 |